# Gustav Adolf Barthel
Pour les articles homonymes, voir Barthel.
Gustav Adolf Barthel, né le 11 mars 1819 à Brunswick et mort le 18 juillet 1898 dans la même ville, est un portraitiste allemand. Il est peintre à la cour de Brunswick à partir de 1852 et inspecteur du Musée Herzog Anton Ulrich à Brunswick de 1857 à 1880.

## Biographie
Né en 1819 à Brunswick, Gustav Adolf Barthel reçoit sa première éducation de son père, le peintre, dessinateur et graveur Friedrich Barthel (mort en 1846). Son frère aîné est l'historien littéraire Karl Barthel. À l'âge de 15 ans, il attire l'attention et les encouragements du duc régnant Guillaume grâce à un portrait de l'acteur Eduard Schütz. À partir de 1836, Gustav Adolf Barthel fréquente le Collegium Carolinum dans sa ville natale. En 1838, une bourse ducale lui permet d'étudier à l'Académie de Munich, où Joseph Karl Stieler et Wilhelm von Kaulbach comptent parmi ses professeurs. À l'académie des beaux-arts de Düsseldorf, il poursuit ses études auprès de Carl Friedrich Lessing. À partir de 1842, Gustav Adolf Barthel travaille comme portraitiste à Braunschweig.
Le duc Guillaume le nomme peintre de la cour en 1852 et inspecteur de la galerie ducale de tableaux en 1857.
En 1864, il est fait chevalier de l'Ordre royal des Guelfes.
Son fils est l'acteur de théâtre Alexander Barthel.

## Œuvres
Outre quelques peintures de genre et de paysage, Barthel a surtout créé des portraits, notamment des images des ducs de Brunswick Ferdinand, Frédéric-Guillaume, Charles-Guillaume-Ferdinand et Guillaume. Il a représenté des membres du théâtre de la cour de Brunswick, dont Eduard Schütz, Wilhelm Schwerin, Marie Heese, Caroline Fischer-Achten, Johanna Größer et Amalie Dub. En outre, il a créé des portraits de pasteurs de la Katharinenkirche. Ses œuvres sont exposées au Musée régional du Brunswick et au Musée municipal de Braunschweig. Un portrait grand format du duc Guillaume est exposé dans la Salle blanche du Musée du Palais depuis 2011.

Œuvres de Gustav Adolf Barthel
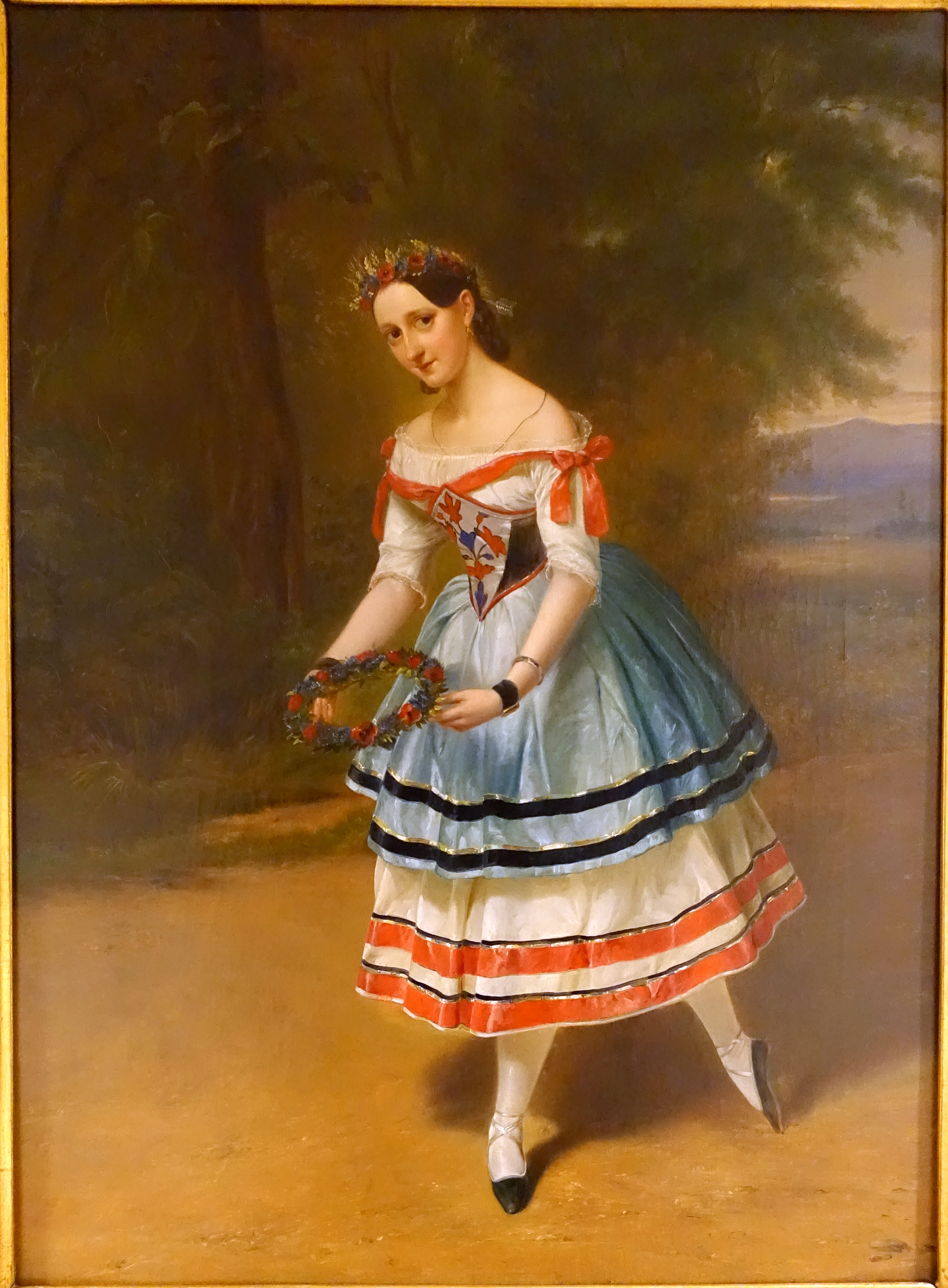
Amalie Dub dans le rôle d'Ännchen dans Der Freischütz de Carl Maria von Weber, Huile sur toile, Musée d'État de Brunswick.
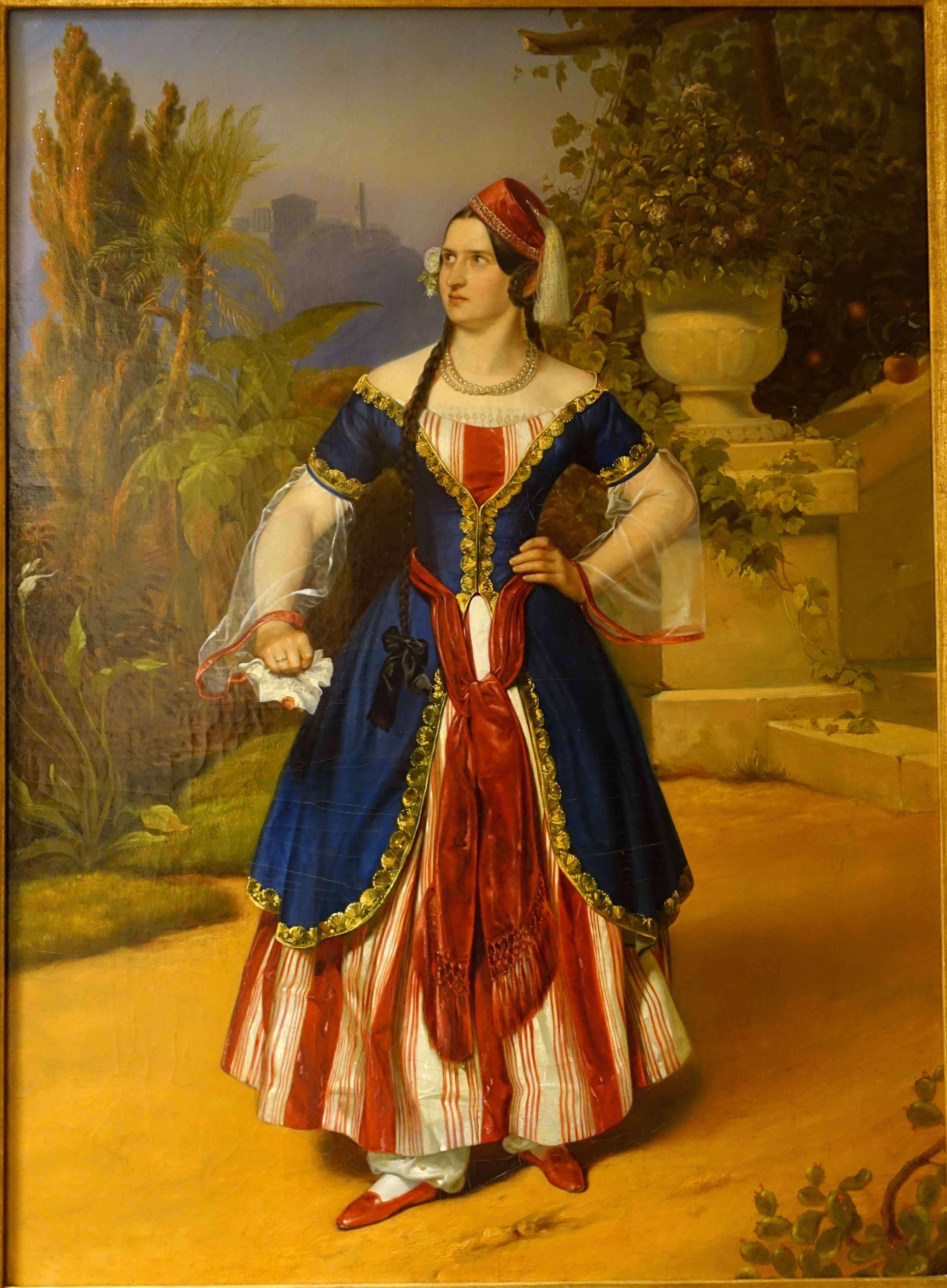
Caroline Fischer-Achten dans le rôle de Konstanze dans Die Entführung aus dem Serail de Wolfgang Amadeus Mozart, Huile sur toile, Musée d'État de Brunswick.
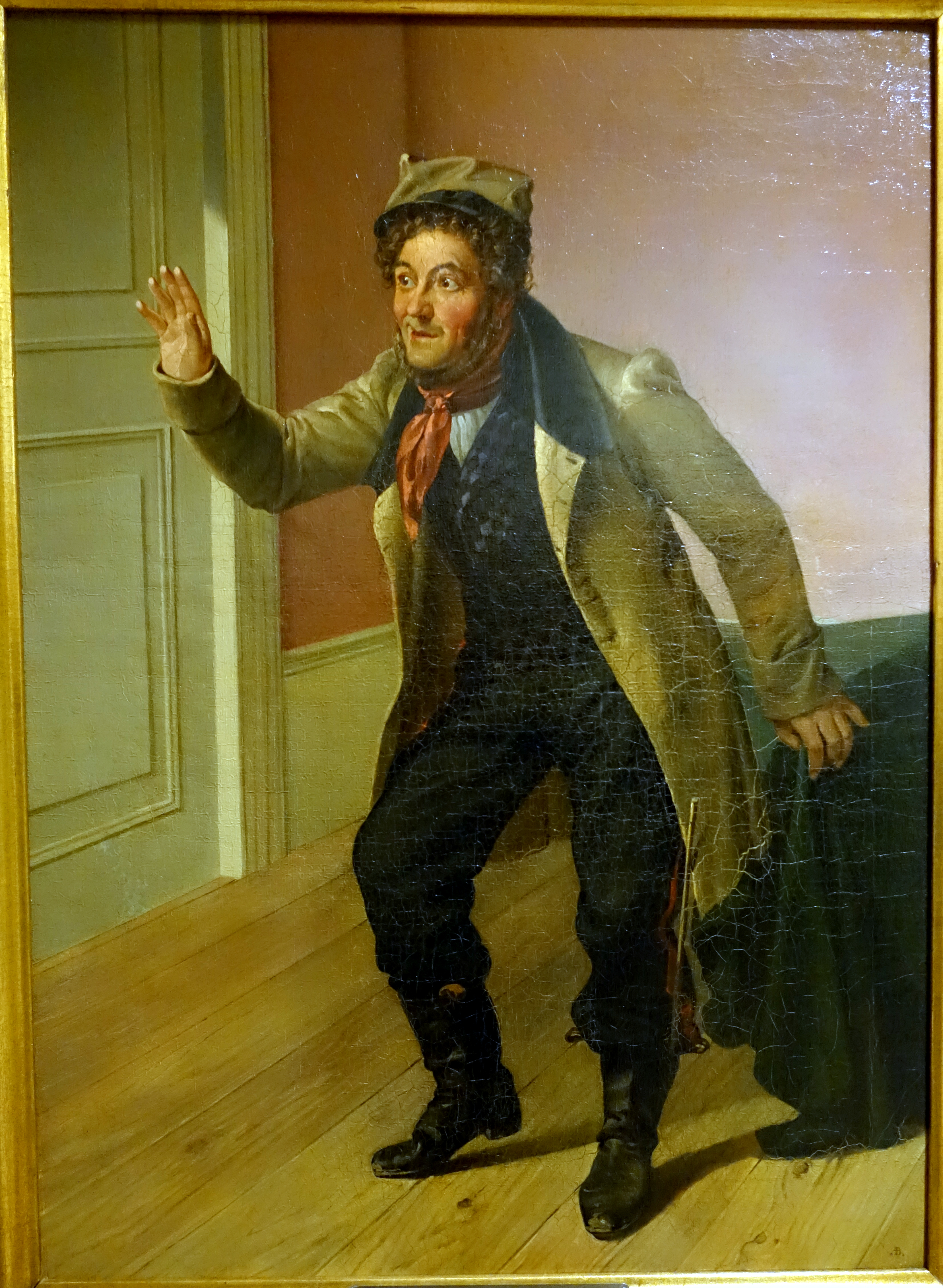
Friedrich Möller dans le rôle de Schuster Knierrim dans Der böse Geist Lumpacivagabundus de Johann Nepomuk Nestroy, Huile sur toile, Musée d'État de Brunswick.

## Publication
- (de) Verzeichniß der Gemälde-Sammlung des Herzoglichen Museums zu Braunschweig, Brunswick, Meher, 1859 (OCLC 313615725).